# Östra Deje
Östra Deje is een plaats in de gemeente Forshaga in het landschap Värmland en de provincie Värmlands län in Zweden. De plaats heeft 63 inwoners (2005) en een oppervlakte van 12 hectare. De plaats ligt iets ten zuiden van de plaats Deje (Östra Deje betekent Oostelijk Deje).